# Psyllaephagus stenopsyllae
Psyllaephagus stenopsyllae är en stekelart som först beskrevs av Tachikawa 1963.  Psyllaephagus stenopsyllae ingår i släktet Psyllaephagus och familjen sköldlussteklar. Inga underarter finns listade i Catalogue of Life.